# HINAKO!!!
『HINAKO!!!』 （ヒナコ!!!）は、山本貴嗣による日本の漫画作品のシリーズ。

## 概要
『最終教師』の白鳥雛子の造形を利用したキャラクター・シラトリヒナコの活躍を描いたガンアクション。ロボット等が発達したSF西部劇風世界を舞台としている。
『月刊アスキーコミック』（アスキー）にて創刊号（1992年8月号）から連載を開始、1993年9月号に最終回が掲載され一旦連載終了となるが、掲載誌の読者投稿欄に当作品をモチーフとしたイラストの投稿が後を絶たず、1994年1月号より読者投稿欄の独立したコーナーとして「HINAKO!!!」のイラストを募集する「山本貴嗣の昭和ヒナコ絵診察室」が開設された。同コーナーには読者の手本とするべく山本貴嗣本人によるイラストが掲載された。このイラストが単なる一枚絵ではなく、連載時の世界観をそのままに物語を継続させた「HINAKO!!!特別編」（1994年9月号掲載）へ続く絵物語で、1994年12月号から連載再開。1995年5月号掲載分にて完結した。全2巻。
「第一部完」という体裁で連載を終了した作品は『アスキーコミック』にいくつかあったが、その中でも第二部として連載が再開された作品は「HINAKO!!!」のみである。

## あらすじ
はるか東の彼方にある何百年も昔の暮らしを続ける無敵の戦士の町とうわさされるマナビータウン。住人は生涯を勤勉質朴な学生精神で送っている。その町の住人シラトリヒナコがある日町の外から帰ってくると住人が皆殺しにされていた。瀕死の長老がこと切れる前に町を襲撃した者の特徴をヒナコに伝える。「火薬銃の男…六連発」と。父母と仲間の仇を討つべく、六連発の男を探すヒナコの旅が始まる。
第一部
故郷を奪った仇「神槍リー」を探す旅に出たヒナコ。道中でリーの弟子を名乗る男と決闘するも破れてしまう。なんとか一命を取り留めたヒナコだが、リー一味の追撃は止まない。弟子にも敵わぬ己の力量を思い知りヒナコは逃走を決意する。愛用のマウンテンバイクに跨り疾走するヒナコのシルエットで第一部は終了している。全9話。
山本貴嗣の昭和ヒナコ絵診察室
リーの手下に追われるヒナコ。その道中様々なトラブルに見舞われ、ついにリーの手下に追いつかれてしまう。全8回（内イラストは9枚、作者のWebサイトで観賞することができる）。
特別編～第二部
仲間の仇を討つためには自分の技量を磨く必要があると判ったヒナコはリーの師であるフーに教えを乞う。しかしヒナコにリーを殺す覚悟の無いことを察したフーは何を教えても無駄だと言う。ヒナコの決心のつかぬままリーとの決闘へ。全7話（読み切り1話＋6話）。

## 主な登場人物
シラトリヒナコ（ヒナコ）
賞金稼ぎをしながら父母の仇を探す旅を続ける少女、本作の主人公。住人は生涯を勤勉質朴な学生精神で送っているマナビータウン出身。マナビータウンの住人は「人は生涯にわたり学び続ける」という心構えを忘れないために学生服を着用している。ヒナコもそれにならい、作中ではセーラー服、体操着、スクール水着を身に付けている。物語の世界では時代遅れで珍しい武器とされている火薬銃（パウダーガン）の達人。愛銃はコルト・シングル・アクション・アーミー。
ヘッジ（針ネズミのヘッジ）
コソ泥の少年。賞金首のテンショー兄弟にリンチに遭っているところをヒナコに救われる。ヒナコ愛用の（物語の世界では骨董芸術品として価値の高い希少な）火薬銃を彼女から盗もうとつけ回すが、徐々にヒナコに魅かれていき彼女を守るため同行するようになる。
フランコ・ネコ（黒猫のニャンゴ）
殺された愛猫フルフルの仇を探す黒猫。姿は大きな猫だが、服を着用し二足歩行で人間の言葉を話す。激光爪（レーザークロー）の使い手。
リー（神槍リー、ブラックホースのリー）
マナビータウンを襲撃し、長老やヒナコの父母を殺した張本人。名実最強となるべく、師であるフーを殺すため追っている。
フー（風来坊のフー）
リーの師匠で、火薬銃で一瞬のうちに4発の弾丸を全く同じ場所に命中させるほどの腕前。偶然ながらヒナコの窮地を3度救ったことに縁を感じ、弟子入りを認めた。
モック（早撃ちモック）
リーの弟子。非常に好色でヒナコの命ではなく肉体を狙っている。
キッド
マドルの廃墟の決闘でリーの弟子唯一の生き残り。決闘後ウルトラ騎兵隊に身柄を渡された。